# Leonard Camps

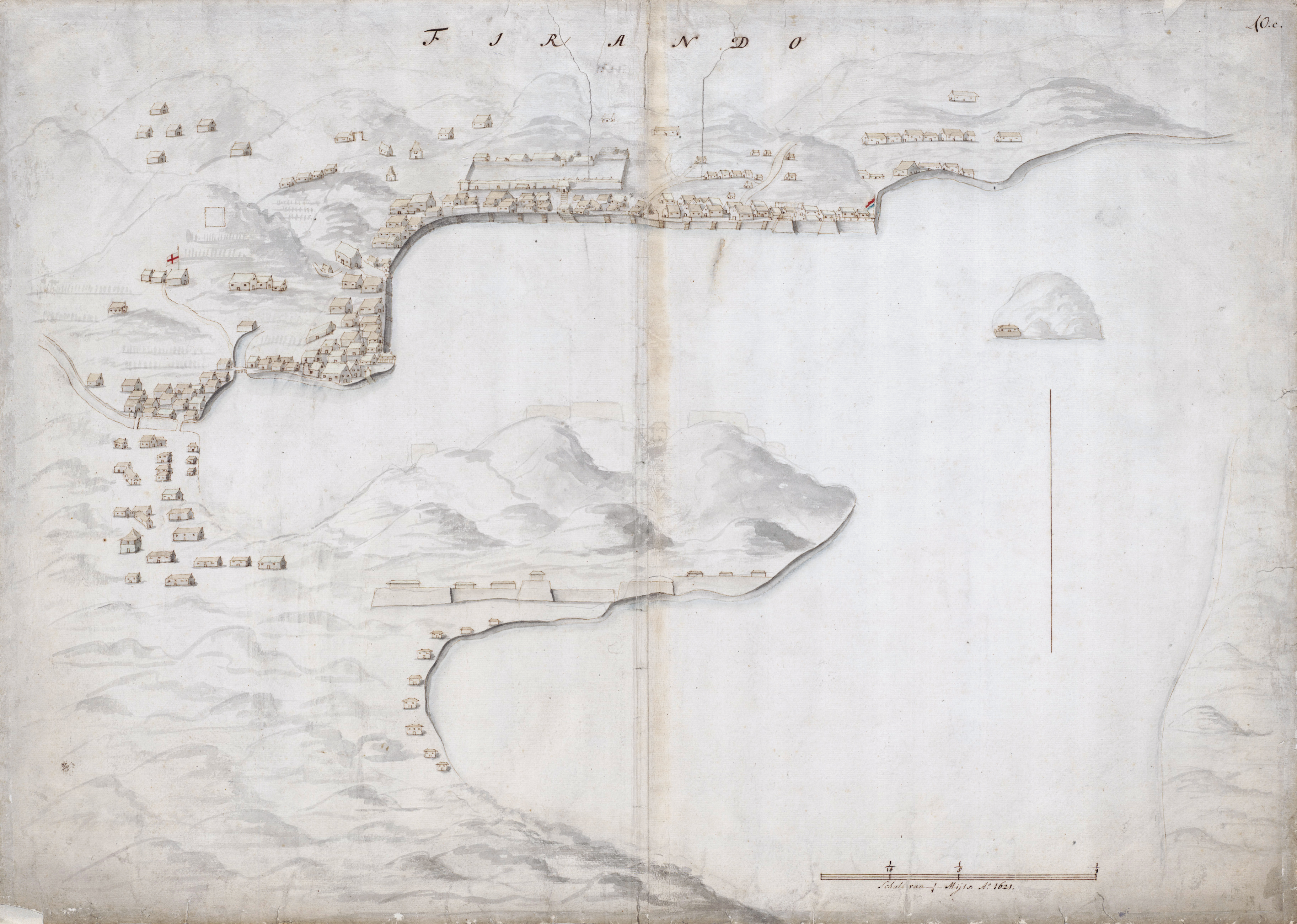
Plattegrond van de baai van Hirado - Nationaal Archief. Mogelijk door Frans Jacobsz. Visscher (1633), gepubliceerd in de Atlas Amsterdam (1695).

Leonard Camps was een opperhoofd in Japan tussen 29 oktober 1621 en 21 november 1623. Hij was de opvolger van Jacques Specx, die de VOC-boekhouding verwaarloosde en werd teruggeroepen.
Camps kwam in het begin van 1615 in Japan. In 1621 werd hij benoemd als opperhoofd en bracht in 1622 samen met een Engelsman een bezoek aan Edo. Als geschenk ontving de shogun twee stuks geschut. De shogun kwam niet met de verwachte retourgeschenken. Daarentegen zou hij iedere buitenlander laten vermoorden en alle schepen verbranden. Cocks en Camps kregen op de terugweg ruzie en Camps ging ervandoor.
Het gevolg was dat de Engelsen hun handelspost in Hirado sloten.
Camps was er een groot voorstander van dat de VOC zich mengde in de handel in zijde tussen China en Japan. Hij was van mening dat de oorlogszuchtige activiteiten, op initiatief van J.P. Coen, in 1622 bij Macau gestaakt moesten worden om de handelsactiviteiten in Japan uit te kunnen breiden. De VOC, die de Chinese handelaren dwarsboomde in de Indische Archipel, concentreerde haar activiteiten in juli 1622 op Penghu, het grootste eiland van de Pescadores, bij gebrek aan beter. De Chinezen raakten onder de indruk van de gevechtskracht en in 1624 kreeg de compagnie toestemming het Fort Zeelandia (Taiwan) op te werpen. Zie ook Nederlands Formosa.
Camps schatte de jaarlijkse Japanse import van zijde op 180 ton. Gedurende de periode van 1621 tot 1623 kwamen niet minder dan veertien Hollandse schepen te Hirado aan. Japan betaalde met edelmetalen uit zijn mijnen. In november 1623 werd hij ziek en overleed op 21 november 1623 te Hirado.